# 에덴 동산

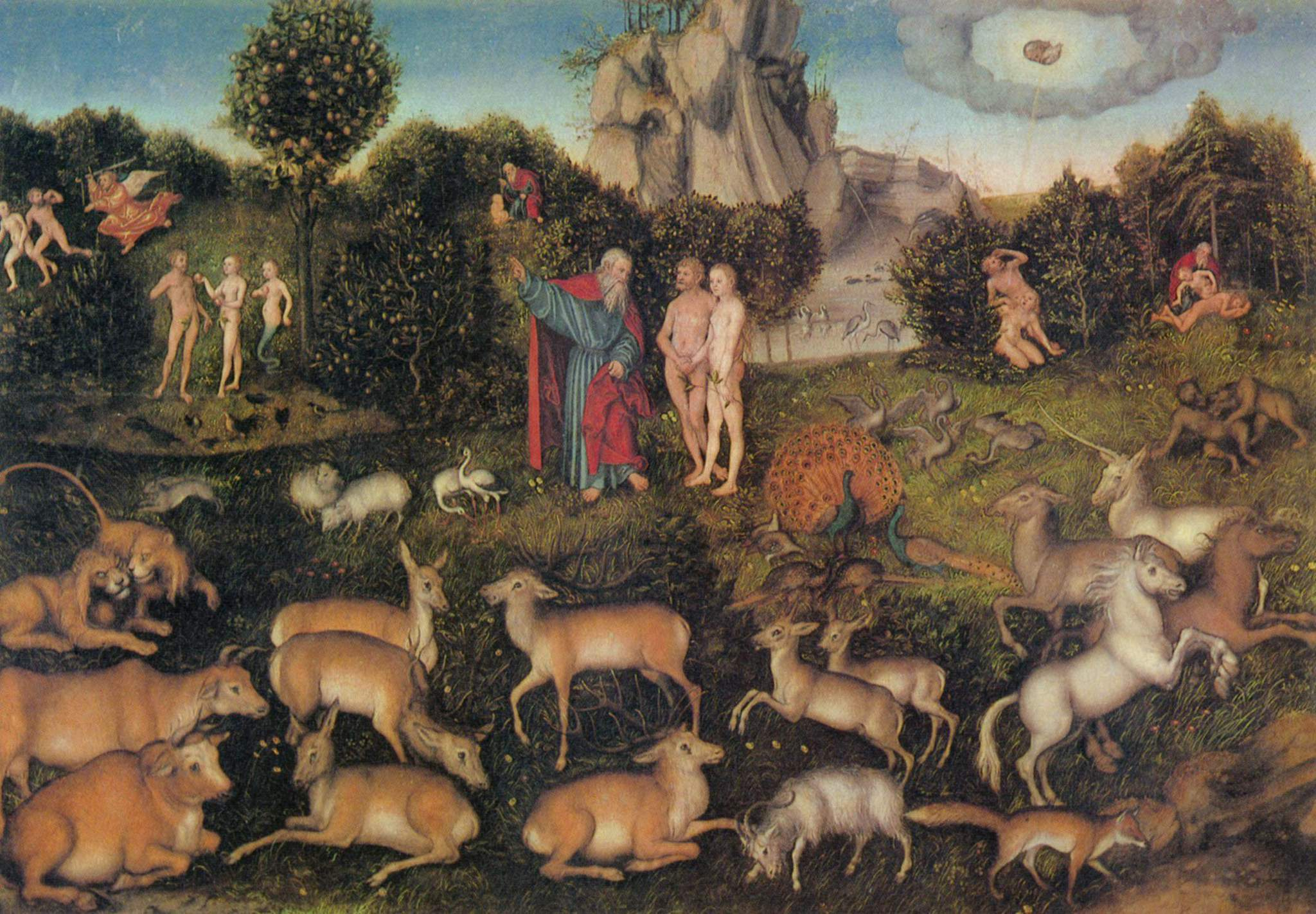
에덴 동산, 루카스 크라나흐

에덴 동산(히브리어: גַּן עֵדֶן) 또는 에덴은 구약성경의 창세기에서 야훼가 최초의 사람인 아담과 하와를 위해 만들어 살게 했다는 이상향의 이름이다. 아브라함 계통 종교들의 창조 신화에 등장하는 이 정원은 기독교가 세계적으로 전파되면서 널리 알려지게 되었고, 오늘날에는 낙원의 대명사로서 사람들에게 전형적인 낙원상으로 인식되고 있다. 창세기의 창조 이야기를 보면, 네 줄기의 강(비손, 기혼, 티그리스, 유프라테스)과 근처의 세 지역(하윌라, 에티오피아, 아시리아)을 언급하면서 에덴의 지리적 위치를 기술하고 있다.
에덴이 실제 장소였다고 보는 기독교인들 사이에서는 에덴의 위치는 지금도 논쟁 대상이 되고 있다. 
대체로 메소포타미아와 페르시아만의 티그리스강과 유프라테스강 상류에 있었던 것으로 추측되고 있다. 70인역 성서 번역본에서는 나일 강이 게온(Geon), 곧, 기혼이라는 이름으로 등장한다는 것과 서기 1세기 무렵의 유대 역사가 플라비우스 요세푸스 역시 기혼 강을 나일 강과 동일시했다는 것(Jewish Antiquities, 1.39.)을 고려하면, 기혼 강은 구스 땅인 에티오피아에서 발원하여 이집트의 끝까지 이르는 나일 강이었을 것으로 보인다. 그리고 비손 강의 경우, 이집트어로 바다를 뜻하는 "바센/파셴(pA-Shen)"에서 파생되었을 것으로 추정되는데, 실제로, 성서가 기록되던 고대 근동에서는 강이라는 단어가 바다를 가리키는 데에도 쓰였다는 사실을 고려하면 비손 강이 바다를 가리켰을 가능성은 상당히 높다고 할 수 있다 ("바빌로니아의 세계 지도 Babylonian Map of the World" 토판에서는 세상의 끝을 두른 "바다"를 "Bitter 'River'", 즉 "쓴 '강'"으로 기록한다). 애초에 성서의 내용처럼 아라비아 온 땅을 두르는 강은 없고, 오히려 아라비아 반도를 두르는 바다가 있다. 
고대 서사시와 신화들을 바탕으로 오늘날의 레바논에 위치해 있었다고 추측하는 학자들도 있다. 에스겔 28장 13절은 에덴을 두로가 있던 레바논 땅에 있는 것처럼 묘사하는데, 에스겔 31장 16절은 직접적으로 "에덴의 모든 나무 곧 레바논의 뛰어나고 아름다운 나무들"이라 기록함으로 레바논과 에덴을 동일시한다.
예루살렘 역시 다양한 나무들이 있으며, 에덴으로 추정되기도 한다.
낙원이 어떻게 사라지게 되었는 지에 대해서는 에스겔 31장에서 에덴의 나무들이 스올로 끌려갔고 예언의 대상인 이집트 역시 마찬가지가 될 것이라고 기록한 것을 근거로 낙원이 아담과 하와의 추방 이후 심판을 받아 사라지게 되었다고 해석되기도 한다.
창조설화가 과학적 사실과는 다름이 밝혀져 세계의 주류 기독교단에서는 에덴을 가공의 상징적이고 비유적 장소로 본다.

## 어원
에덴이라는 단어는 페르시아어 ‘헤덴(Heden)’에서 유래한 히브리어로 ‘환희의 동산’, ‘태고의 정원’이라는 뜻을 가지고 있다. 또한 수메르어의 에디누(edinu: 평지, 황무지)에서 유래했다고도 한다.

## 창세기의 기술
창세기 2:5-9에 따르면, 야훼는 7일간에 걸친 천지창조 후에 최초의 사람 아담을 만들어 그에게 에덴 동산을 일구고 지킬 것을 명령했다. 그리고 동산에 있는 모든 나무에서 열리는 열매를 따 먹을 수 있지만, 동산 한가운데 있는 선과 악을 알게 하는 나무에서 나는 열매만은 절대로 만지지도 먹지도 말라고 당부했다. 이윽고 야훼는 세상의 모든 동물과 식물을 만들어 에덴 동산에 풀어놓았다. 그리고 아담의 갈빗대로 하와라는 여성을 만들어 아담의 아내로 삼았다. 어느 날 뱀이 하와에게 다가가서 이렇게 물었다.
| “ | 뱀은 주 하느님께서 만드신 모든 들짐승 가운데에서 가장 간교하였다. 그 뱀이 여자에게 물었다. “하느님께서 ‘너희는 동산의 어떤 나무에서든지 열매를 따 먹어서는 안 된다.’고 말씀하셨다는데 정말이냐?”여자가 뱀에게 대답하였다. “우리는 동산에 있는 나무 열매를 먹어도 된다. 그러나 동산 한가운데에 있는 나무 열매만은, ‘너희가 죽지 않으려거든 먹지도 만지지도 마라.’ 하고 하나님께서 말씀하셨다.”그러자 뱀이 여자에게 말하였다. “너희는 결코 죽지 않는다. 너희가 그것을 먹는 날, 너희 눈이 열려 하느님처럼 되어서 선과 악을 알게 될 줄을 하느님께서 아시고 그렇게 말씀하신 것이다.”여자가 쳐다보니 그 나무 열매는 먹음직하고 소담스러워 보였다. 그뿐만 아니라 그것은 슬기롭게 해 줄 것처럼 탐스러웠다. 그래서 여자가 열매 하나를 따서 먹고 자기와 함께 있는 남편에게도 주자, 그도 그것을 먹었다. 그러자 그 둘은 눈이 열려 자기들이 알몸인 것을 알고, 무화과나무 잎을 엮어서 두렁이를 만들어 입었다. | ” |
|   | — 성경: 창세기 3:1-7 |   |

그런데 이 일을 그날로 야훼가 알게 되었다. 하와가 뱀의 꾐에 빠져 선악과를 먹었다고 고백하자 야훼는 그들에게 벌을 내렸다. 뱀은 앞으로 모든 동물 가운데 가장 혐오스러운 존재가 될 것이고, 하와는 출산의 고통을 크게 치러야 하며 신랑을 따라야 할 것이고, 아담은 앞으로 일생 동안 배고픔에 시달리며 땀을 흘려 노동하며 먹을 것을 얻어야 하며 마지막에는 죽어 흙으로 돌아가야 한다는 것이었다. 야훼는 이렇게 말씀하였다.
| “ | 하느님께서는 '이제 이 사람이 우리들처럼 선과 악을 알게 되었으니, 손을 내밀어 생명나무 열매까지 따먹고 끝없이 살게 되어서는 안 되겠다.'고 생각하시고 에덴 동산에서 내쫓으셨다. 그리고 땅에서 나왔으므로 땅을 갈아 농사를 짓게 하셨다. | ” |
|   | — 성경: 창세기 3:22-23 |   |

이렇게 해서 아담과 하와는 에덴 동산에서 추방되는 벌을 받게 되었다. 그리고 생명 나무로 가는 길을 봉쇄하기 위해서 지식의 천사인 케루빔에게 번쩍이는 불 칼로 무장하게 한 다음 에덴 동산의 동쪽을 지키게 했다.
그 후부터 인류는 고통으로 가득한 세상으로 살게 되었다. 지금의 모든 사람이 배고픔이나 괴로움의 나날을 보내며 죽음으로부터 벗어날 수 없는 존재가 된 것은 인류의 조상인 아담과 하와가 지은 죄를 짊어지고 있기 때문이라고 성경에 기록되어 있다. 기독교의 기본 교의인 원죄라는 사고는 이 사건에 발달을 두고 있다.
| “ | 한 사람이 죄를 지어 이 세상에 죄가 들어왔고 죄는 또한 죽음을 불러들인 것같이 모든 사람이 죄를 지어 죽음이 온 인류에게 미치게 되었습니다. | ” |
|   | — 성경: 로마서 5:12 |   |

## 문학과 전승
중세의 민간전승에 따르면, 노환으로 죽음을 눈앞에 둔 아담이 아들 셋을 불러 에덴 동산으로 돌아가서 ‘은혜의 기름’을 가지고 올 것을 부탁했다. 셋은 아담이 가르쳐준 길을 따라 에덴 동산에 도착했다. 셋이 머리를 조아리고 경배하자 대천사 미카엘이 나타나 그가 에덴을 찾아온 목적을 알아차렸다. 그래서 미카엘은 셋을 데리고 가서 그에게 세 번 에덴 동산을 보여주었다. 첫 번째에는 네 줄기의 강물이 합쳐지는 지점에 있는 호수를 보았다. 호수 뒤편에 나무껍질을 벗은 고목이 있었다.
두 번째 보았을 때는 그 고목에 뱀이 감겨 붙어 있었다. 그 나무는 깊은 계곡의 벼랑 위에 나 있었는데 계곡 밑에서는 셋의 맏형인 카인이 그 뿌리에 휘감겨 고통에 신음하고 있었다.
세 번째로 본 것은 거대한 나무였다. 무럭무럭 자란 그 나무는 풍성한 나뭇가지를 크게 뻗고 있었으며 기둥은 하늘에 닿아 있었다. 가장 높은 가지에는 신비한 아이가 있어서 머리 위에 있는 일곱 마리의 하얀 비둘기가 바라보고 있었다. 대천사는 그 아이를 가리켜 제2의 아담이자 미래의 구세주가 될 분이라고 설명해 주었다. 대천사 미카엘은 그 거대한 나무에서 세 개의 씨앗을 따서 셋에게 주며 아담이 죽거든 그 씨앗을 그의 혀 위에 놓으라고 일렀다.
셋이 낙원에서 가지고 돌아온 세 개의 씨앗도 많은 전설을 만들어냈다. 아담이 죽은 후에 그의 시체에서 나무 세 그루가 자라났다. 측백나무와 소나무 그리고 히말라야 삼목이었다. 이 나무들은 서로 얽히면서 거대한 한 그루의 나무가 되어 레바논에서 가장 고귀한 나무로 알려지게 되었다.
이 나무의 자손은 그후에 여러 가지 기적을 일으켰다. 모세가 이스라엘 백성을 이끌고 이집트에서 탈출할 때 홍해를 가른 지팡이도 이 나무로 만든 것이었다.
솔로몬 왕이 궁전을 지을 때 이 나무로 기둥을 세우려고 했는데, 나무가 멋대로 높이를 바꾸는 등 애를 먹이자 연못에 묻어 버렸다. 그러자 그 연못의 물이 기적의 물로 바뀌어 그 연못에서 멱을 감은 병자나 불구자는 곧 병이 나았다고 한다.
시대가 흘러 골고타 언덕에서 예수가 처형될 때 로마 병사의 대장은 신기하다고 전해지는 한 나무로 십자가를 만들어서 예수를 못박아 매달았다. 물론 이 신기한 나무는 아담의 시체에서 자라난 그 나무와 관련이 있는 것으로 전해진다.

## 에덴의 위치

### 성경의 기록
성경에서는 에덴 동산의 위치에 대해 다음과 같이 설명하고 있다.
| “ | 에덴에서 강 하나가 흘러 나와 그 동산을 적신 다음 네 줄기로 갈라졌다. 첫째 강줄기의 이름은 비손이라 하는데, 은과 금이 나는 하윌라 땅을 돌아 흐르고 있었다. 그 땅은 좋은 금뿐 아니라 브돌라라는 향료와 홍옥수 같은 보석이 나는 곳이었다. 둘째 강줄기의 이름은 기혼이라 하는데, 구스 온 땅을 돌아 흐르고 있었다. 셋째 강줄기의 이름은 티그리스라 하는데, 아시리아 동쪽으로 흐르고 있었고, 넷째 강줄기의 이름은 유프라테스라 하였다. | ” |
|   | — 공동번역: 창세기 2:10-14 |   |

티그리스강(힛데겔)과 유프라테스강은 이미 가리키는 대상이 무엇인지 알려져 있다. 한편, 하윌라 지방은 중앙 아라비아의 북부로 추정되고 있다. 이러한 추정과 알려진 사실에 근거하여, 페르시아만 깊숙이 있는 쿠웨이트나 이라크 남부 근방에 에덴이 있었을 것이라고 추측되기도 한다. 바빌로니아 평원, 즉 메소포타미아의 대평야 지대는 예전에 에디누(Edinu)라고 불렸으며, 또한 이 평원은 팔레스타인의 동쪽에 자리잡고 있다.
70인역 성서 번역본에서는 나일 강이 게온(Geon), 곧, 기혼이라는 이름으로 등장한다는 것과 서기 1세기 무렵의 유대 역사가 플라비우스 요세푸스 역시 기혼 강을 나일 강과 동일시했다는 것(Jewish Antiquities, 1.39.)을 고려하면, 기혼 강은 구스 땅인 에티오피아에서 발원하여 이집트의 끝까지 이르는 나일 강이었을 것으로 보인다. 그리고 비손 강의 경우, 이집트어로 바다를 뜻하는 "바센/파셴(pA-Shen)"에서 파생되었을 것으로 추정되는데, 실제로, 성서가 기록되던 고대 근동에서는 강이라는 단어가 바다를 가리키는 데에도 쓰였다는 사실을 고려하면 비손 강이 바다를 가리켰을 가능성은 상당히 높다고 할 수 있다 ("바빌로니아의 세계 지도 Babylonian Map of the World" 토판에서는 세상의 끝을 두른 "바다"를 "Bitter 'River'", 즉 "쓴 '강'"으로 기록한다). 애초에 성서의 내용처럼 아라비아 온 땅을 두르는 강은 없고, 오히려 아라비아 반도를 두르는 바다가 있다. 비손, 곧, 바다가 나일 강과 유프라테스 강과 티그리스 강과 모두 맞닿아 있기에 에덴의 위치는 유프라테스 강과 티그리스 강이 만나는 곳인 메소포타미아 남부일 필요가 없게 되며, 이러한 강들과 동떨어져있는 예루살렘이나 레바논이 에덴이 될 수 있다.
에드워드 리핀스키(Edward Lipinski)와 피터 카일 멕카터(Peter Kyle McCarter)와 같은 학자들은 가장 오래된 낙원과 관련된 수메르 기록들은 낙원을 안티-레바논 산맥에 위치시킨다고 제안하였다 길가메시 서사시의 경우, 길가메시가 우트나피쉬팀이 있는 곳으로 가기 위해 레바논의 산맥을 넘는 것으로 묘사한다. 에스겔 28장 13절은 에덴을 두로가 있던 레바논 땅에 있는 것처럼 묘사하는데, 에스겔 31장 16절은 직접적으로 "에덴의 모든 나무 곧 레바논의 뛰어나고 아름다운 나무들"이라 기록함으로 레바논과 에덴을 동일시한다.

### 중세의 추정
중세에 이르기까지 많은 사람들은 에덴 동산을 상상의 산물이거나 우화가 아니라 지구상에 실존하는 장소로 생각했다. 일례로 바빌론의 술탄이 자신의 재산을 몽땅 소비하면서 이 동산을 찾은 적도 있었다고 한다. 그처럼 많은 사람이 에덴 동산이 실재한다고 믿어 의심치 않았으며, 그곳을 찾기 위해 문헌학, 고고학, 민족학 등 여러 가지 각도에서 접근해 보았지만 아무도 성공하지 못했다.
동쪽 또는 서쪽에 낙원이 있다는 설이나 세계가 네 줄기 강에 둘러싸여 있다는 기록은 고대의 신화적인 세계관으로 비추어볼 때 희귀한 일이 아니다. 우선 동쪽은 해가 뜨는 방향이고 서쪽은 해가 지는 방향이다. 그리고 강을 중심으로 해서 태고의 부락이 생겨나서 이윽고 마을을 형성하게 되는 것은 일반적인 도시의 성립 과정이기도 하다.
중세 연구가들은 에덴 동산의 위치에 대해 매우 낭만적으로 추리해 갔다. 예를 들면, 어느 연대 사학자는 수단과 에티오피아 근방에 에덴이 있다고 상정하고 이렇게 기록했다.
| “ | 우선은 에덴 동산에서 시작하여 이집트를 가로질러 흐르는 강에 대해서 말해야 할 것이다. 강이 이집트 안으로 들어오는 입구에서 숙련된 사람들이 저녁 무렵에 커다란 그물을 던져넣는다. 이렇게 해서 아침에 그들은 그물로 그 땅으로 흘러들어온 귀중한 식물들을 건져올린다. 그 식물들은 뿌리생강일 때도 있고 대황일 때도 있으며, 알로에나무나 계수나무일 때도 있다. 그 식물들은 에덴 동산에서 흘러온 것들인데 에덴 동산의 나무들이 바람에 쓰러져서 강물을 타고 그곳까지 흘러온 것이라고들 한다. | ” |
|   | — 전설의 나라, 르네 테브넌 |   |

이집트를 가로질러 흐른다는 이 강에는 어느 시기가 되면 사람이 결코 넘을 수 없는 ‘수직의 거대한 벽’이 나타나서 강물의 흐름을 멈추게 한다. 그리고 이 벽의 건너편에는 듣도 보도 못한 괴상한 모습의 생물들이 가끔씩 보인다고 한다. 그것들은 강의 상류 방향, 즉 에덴을 향하고 있다고 한다.
존 만데빌(John Mandeville: 14세기)의 여행 안내서 《동방여행기(The Travels of Sir John Mandeville)》에도 에덴 동산에 대해 적고 있다. 참고로 만데빌은 에덴에 대해서 ‘보고 온 것이 아니므로 정확하게 말할 수는 없다. 그러나 그 나라의 현자들이나 신뢰할 만한 사람들로부터 들은 이야기’라고 단서를 달아놓았다.
| “ | 지상의 낙원은 소문에 따르면 이 세상에서 가장 좋은 최고의 땅이다. 너무나도 높이 있어서 달에 닿을 정도이다. 대홍수가 대지를 모조리 뒤덮었을 때에도 너무나 높았기 때문에 물이 낙원에는 도달하지 못했다. 낙원의 주위는 벽으로 완전히 둘러싸여 했는데 그 벽을 무엇으로 만들었는지는 아무도 모른다. 바깥 면에 이끼가 자라 이끼와 수풀로 완전히 뒤덮여 있기 때문에 돌도 보이지 않을뿐더러, 혹시 다른 어떤 재료로 만들었다 하더라도 전혀 보이지 않는다. 낙원의 벽은 남쪽에서 북쪽으로 뻗어 있으며 영원히 꺼지지 않는 불 때문에 입구도 열리지 않는다. 이 불은 불타는 칼이라 불리며, 아무도 안에 들어가지 못하도록 하느님이 입구 앞에 놓으신 것이다. | ” |
|   | — 동방여행기 |   |

또한 낙원 한가운데 우물이 있어 이것이 네 줄기의 강물이 시작되는 수원(水源)이라고 한다. 이 강은 낙원 안에서는 땅속을 몇 킬로미터나 흐르다가 그후에 ‘머나먼 나라들에서 다시금 지상에 모습을 드러낸다’고 한다.
여기까지의 기록은 중세 유럽 사람들이 가졌던 소위 상식적인 에덴관이다. 다만 성경에 나오는 ‘네 줄기 강’에 대한 설명 부분을 매우 크게 파악하고 있다. 첫 번째 강인 비손은 만데빌에 따르면 갠지스강이다. 그는 비손이라는 단어가 ‘집합’을 뜻한다고 주장했다. 갠지스 강은 인도 일대의 많은 하천이 모여서 이 강으로 흘러든다고 해서 이런 이름을 갖게 되었다고 한다. 갠지스 강에는 보석이나 침향목, 다량의 사금이 묻혀 있다고 한다.
그리고 제2의 강인 기혼에 대해서 그는 나일강을 상정하고 있었던 것으로 생각된다. 만데빌의 기록에 따르면 강은 아프리카 북서부에 있는 아틀라스 산맥 끝에서 지상으로 나온 다음 다시 지하로 들어가 이번에는 홍해 연안을 거쳐서 에티오피아 근방에서 지상으로 나타난다고 했다. 그런 다음 이집트를 경유해서 지중해로 흘러들어간다는 것이다. 이 강이 기혼이라 불리는 까닭은 강물이 끊임없이 요동을 치기 때문에 ‘파란(기혼)’이라는 이름을 얻게 되었다고 한다.
만데빌은 여기에 한 가지를 덧붙였다. 에덴 동산에는 어느 누구도 살아서는 들어갈 수 없다고 한다. 육로로 가려면 야수가 덮치고 산과 바위가 앞길을 가로막는다. 또한 곳곳에 있는 ‘암흑의 땅’ 때문에 결코 에덴까지 당도할 수가 없다. 수로로 간다고 해도 사정은 마찬가지다. 에덴에서 시작된다는 강은 험하기 그지없고 물살도 세다. 흐르는 강물이 내는 엄청난 소음 때문에 아무리 큰소리로 고함을 질러도 상대방의 목소리를 들을 수 없다고 한다.

## 같이 보기
- 원죄
- 이상향